# Diocèse de Long Xuyên

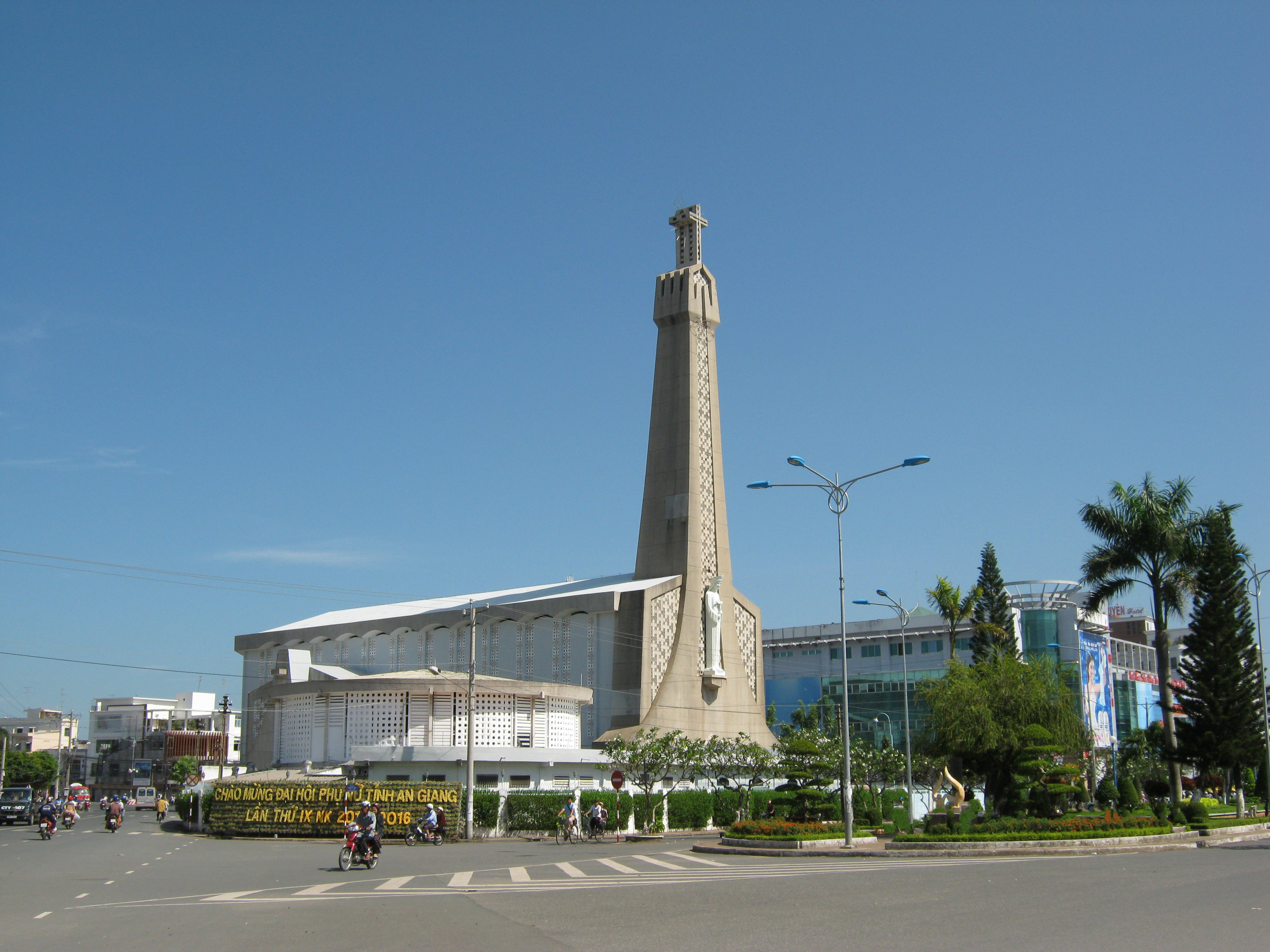
Cathédrale Regina Pacis de Long Xuyên

Le diocèse de Long Xuyên (Dioecesis longxuyensis) est un territoire ecclésial de l'Église catholique au Viêt Nam suffragant de l'archidiocèse d'Hô-Chi-Minh-Ville (ex Saïgon) dans le sud du pays. Son titulaire est Mgr Joseph Trân Văn Toàn.

## Territoire
Le diocèse comprend la ville de Long Xuyên, où se trouve la cathédrale Regina Pacis (Reine-de-la-Paix).
Le territoire de 10 243 km2 est subdivisé en 118 paroisses.

## Historique
Le diocèse a été érigé le 24 novembre 1960 par la bulle pontificale Christi mandata de Jean XXIII, recevant son territoire du vicariat apostolique de Cân Tho, aujourd'hui diocèse.
C'est dans son territoire qu'a eu lieu le martyre de saint Emmanuel Lê Văn Phụng (1796-1859), habitant de l'île de Giêng tué à Châu Dôc.

## Liste des ordinaires
- Michel Nguyên Khác Ngu † (24 novembre 1960 - 30 décembre 1997)
- Jean-Baptiste Gioan Baotixita Bùi Tuần RIP 2024 (30 décembre 1997 - 2 octobre 2003)
- Joseph Trân Xuân Tiéu (2 octobre 2003 - 23 février 2019)
  - Joseph Trân Văn Toàn, évêque coadjuteur (25 août 2017 - 23 février 2019)
- Joseph Trân Văn Toàn (depuis le 23 février 2019)

## Statistiques

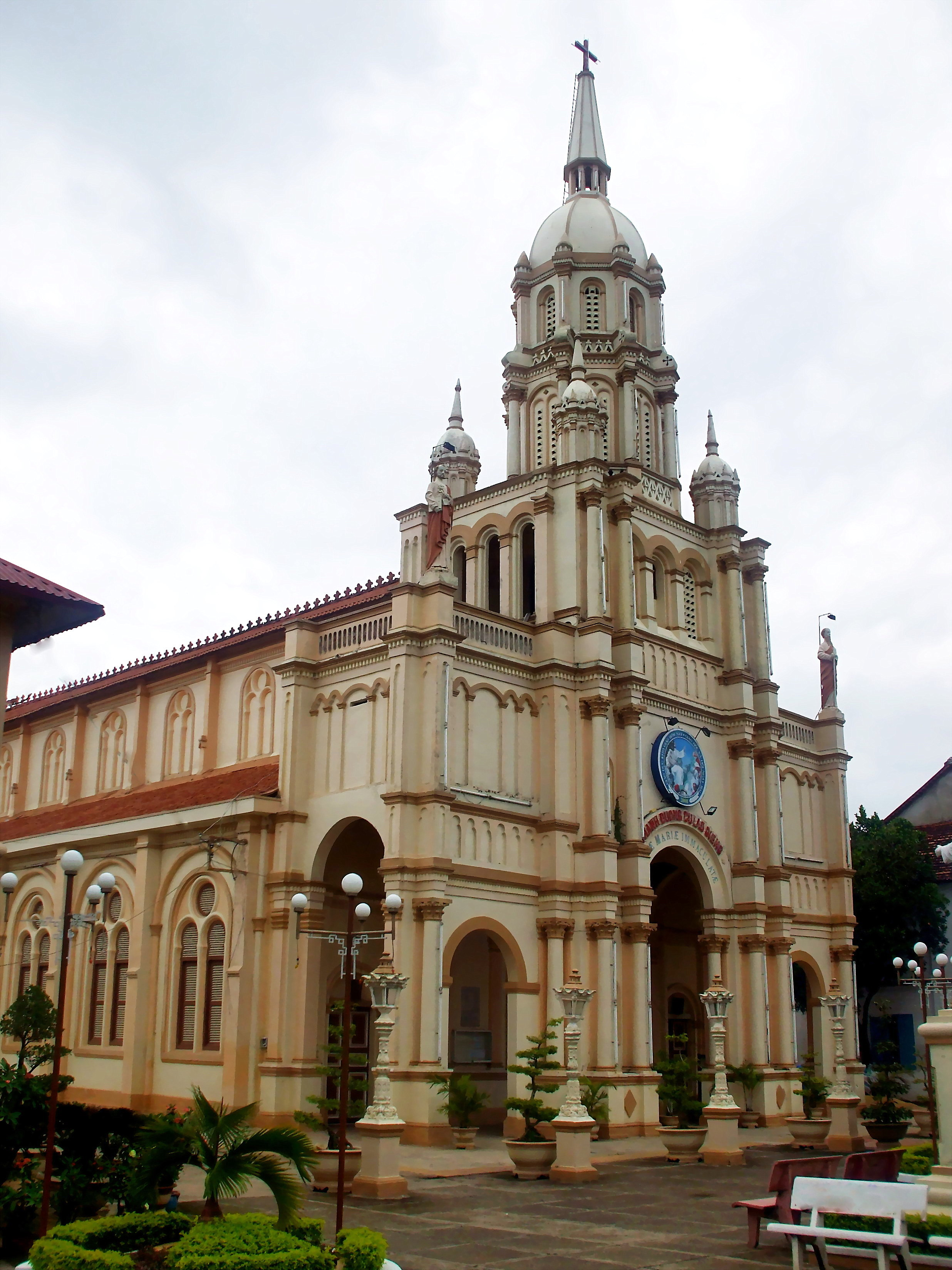
Vue de l'église de Đầu Nước, construite en 1879-1889

- 1970: 105 759 baptisés pour 1 495 017 habitants (7,1 %), 97 prêtres (dont 92 diocésains et 5 réguliers), soit un prêtre pour 1 090 baptisés, 7 religieux et 205 religieuses, dans 144 paroisses.
- 2004: 234 360 baptisés pour 3 995 339 habitants (5,9 %), 189 prêtres (dont 183 diocésains et 6 réguliers), soit un prêtre pour 1 240 baptisés, 41 religieux et 140 religieuses dans 113 paroisses.
- 2007: 248 458 baptisés pour 4 164 010 habitants (6 %), 209 prêtres (dont 201 diocésains et 8 réguliers), soit un prêtre pour 1 189 baptisés, 49 religieux et 192 religieuses dans 188 paroisses.
- 2014: 250 000 baptisés pour 4 885 000 habitants (5,1 %), 186 paroisses, 56 missions, 260 prêtres (249 prêtres diocésains, 11 prêtres réguliers), 77 religieux, 367 religieuses, 103 séminaristes[1].